# Wielkopolskie Przedsiębiorstwo Przemysłu Ziemniaczanego
Wielkopolskie Przedsiębiorstwo Przemysłu Ziemniaczanego – przedsiębiorstwo zajmujące się przetwórstwem ziemniaczanym, mające siedzibę w Luboniu.

## Historia
Budowa w 1904 roku niewielkiej Fabryki Przetworów Ziemniaczanych rozpoczęła historię Wielkopolskiego Przedsiębiorstwa Przemysłu Ziemniaczanego w Luboniu. Za sprawą Komisji Kolonizacyjnej spółki niemieckich firm wykupiły od polskich rolników tereny, na których powstały dwa oddzielne zakłady: wspomniana Fabryka Przetworów Ziemniaczanych i lubońska Fabryka Drożdży. Dla sprowadzonej z Niemiec kadry wykwalifikowanych pracowników wybudowano osiedla pracownicze, natomiast miejscowa ludność była zatrudniona jako pracownicy niewykwalifikowani. 
Po zakończeniu I wojny światowej lubońskie fabryki przejął polski skarb państwa, W latach 20. XX wieku powstał zakład o nazwie Fabryka Przetworów Ziemniaczanych Tow. Akc. w Luboniu. Nastąpiła rozbudowa zakładów, a dynamiczny rozwój przedsiębiorstwa sprawił, że w tym czasie stało się ono największe w Europie. 
Po wybuchu II wojny światowej zakłady przejął okupant. Wydajność produkcji była niska, gdyż akty sabotażu i konspiracyjna działalność załogi skutecznie osłabiały funkcjonowanie przedsiębiorstwa. Po wyzwoleniu pracownicy obu fabryk uruchomili produkcję. Już w 1947 roku rozpoczęto nowe inwestycje, a następnie w 1949 roku fabryka drożdży została połączona z zakładami ziemniaczanymi, tworząc Lubońskie Zakłady Przemysłu Spożywczego. Okres od 1956 do 1964 roku to czas wzrostu produkcji i kolejnej rozbudowy. Powstało zaplecze surowcowe, zmodernizowano poszczególne oddziały i wprowadzono nowe technologie. Wytwarzano m.in.: mączkę ziemniaczaną, syrop, kleje, dekstryny, słód, drożdże i krochmal pszenny. W 1970 roku powstało Wielkopolskie Przedsiębiorstwo Przemysłu Ziemniaczanego, największy tego typu zakład w Polsce. Rok 1972 wpisał się w historię WPPZ dramatem, jakim był wybuch na oddziale produkcji dekstryn. Zginęło wtedy 18 osób, których pamięć uczczono postawionym na miejscu katastrofy pomnikiem. Następne lata to okres dynamicznego rozwoju WPPZ. Wprowadzone zmiany technologiczne pozwalały sprostać normom ekologicznym. 
Od 1992 roku przedsiębiorstwo zostało Spółką Akcyjną. Systematyczna restrukturyzacja firmy, wysokie kwalifikacje kadry oraz system informatyczny wspomagający zarządzanie sprawił, że WPPZ spełniło wymagania rynku krajowego i unijnego. W 1994 roku z WPPZ wydzielono niezależną spółkę "AGROL" S.A., która zajmuje się obsługą WPPZ w sprawach związanych z kontrolowaniem ziemniaków i regularnymi dostawami tego surowca do produkcji. Jednocześnie spółka "AGROL" oferuje plantatorom środki ochrony roślin, nawozy sztuczne oraz sadzeniaki ziemniaka. W 1995 roku zabytkowe zakładowe budynki mieszkalne WPPZ przekazał nowo powstałej Spółdzielni Mieszkaniowej "Spójnia" w Luboniu. WPPZ od początku swego istnienia jest nierozerwalnie związane z Luboniem i jego mieszkańcami. Ogromna większość pracowników zakładów to mieszkańcy dzisiejszego Lubonia i dlatego właśnie rozbudowywano zakładowe budynki mieszkalne. W 1959 roku pojawiły się pierwsze ogródki działkowe, których dzisiaj jest już 100. Nierozerwalnie z historią WPPZ związana jest artystyczna działalność Chóru Bard. Lubońskie "zakłady z czerwonej cegły" to historia trzech pokoleń pielęgnujących tradycje pracowitości, świadomości społecznej i patriotyzmu.

## Współczesność
W 2005 roku firma uruchomiła nowy Oddział Preparatów Spożywczych i Krochmalnię w Zakładzie Produkcyjnym w Stawie, przenosząc w wyniku restrukturyzacji firmy wszystkie linie produkcyjne z Lubonia do Zakładu w Stawie z wyjątkiem wcześniej zlikwidowanych następujących działów produkcyjnych: Syropiarnia, Drożdżownia, Słodownia i Klejarnia, które w warunkach współczesnych nie spełniały podstawowych wymogów nowoczesności, w tym ekologii.
Obecnie, w celu systematycznego podnoszenia jakości i poszerzania listy produktów oraz w poszanowaniu dla środowiska naturalnego, modernizowane są linie produkcyjne i uskuteczniane procesy produkcyjne. WPPZ S.A. zatrudnia obecnie około 150 pracowników. Siedziba firmy i zarządu znajduje się w Luboniu. Działy Produkcji, Sprzedaży i Kontroli Jakości zostały przeniesione do Zakładu Produkcyjnego w Stawie.